# Hrabstwo Oktibbeha
Hrabstwo Oktibbeha (ang. Oktibbeha County) – hrabstwo w stanie Missisipi w Stanach Zjednoczonych. Obszar całkowity hrabstwa obejmuje powierzchnię 461,90 mil² (1196,32 km²). Według szacunków United States Census Bureau w roku 2009 miało 44 544 mieszkańców.
Hrabstwo powstało w 1833 roku.

## Miejscowości
- Mississippi State (CDP)
- Starkville
- Sturgis[4]

| Populacja hrabstwa w poprzednich latach | Populacja hrabstwa w poprzednich latach |
| Rok                                     | Liczba ludności                         |
| --------------------------------------- | --------------------------------------- |
| 1980                                    | 35 513                                  |
| 1990                                    | 38 375                                  |
| 2000                                    | 42 902                                  |
| 2005                                    | 41 247                                  |